# ジェイアール東日本高架サービス
株式会社ジェイアール東日本高架サービス（ジェイアールひがしにほんこうかサービス）は東京都に本社を置く不動産会社。

## 概要
- 所在地：東京都台東区上野公園16-20上野公園ビル
- 設立年月日：2009年7月1日
- 資本金：10,000,000円